# Gröna tåget

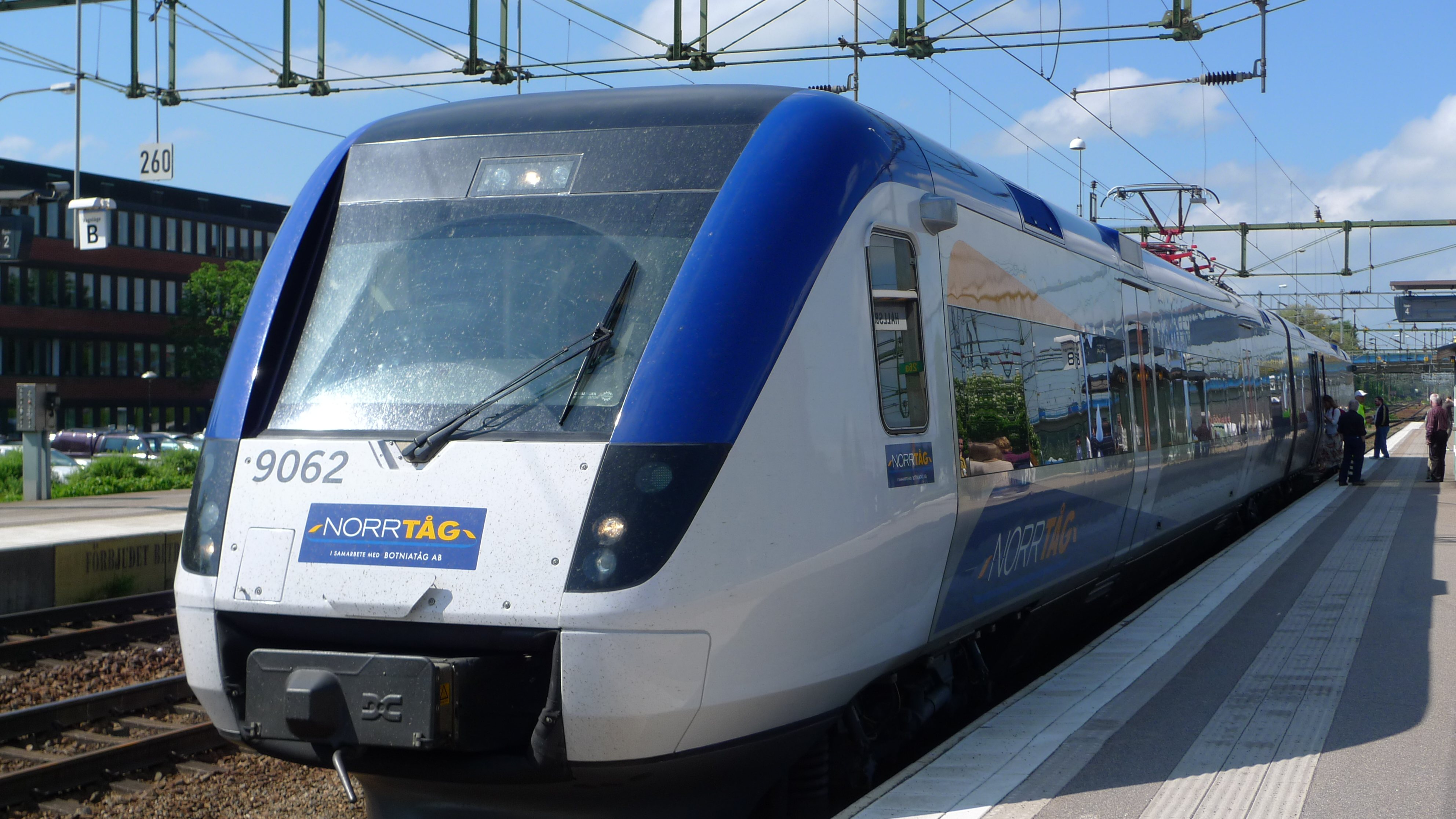
Ett Reginatåg på Hallsbergs station 28 maj 2013.

Gröna tåget var ett forskningsprojekt med mål att utveckla teknik för höghastighetståg upp till 250 km/h som var tekniskt anpassade för de nordiska länderna[källa behövs]. I slutrapporten från januari 2012 angavs att huvudförslaget var ett tåg med lutande vagnskorg avsett för 250 km/h, som kunde gå i Sverige, Norge och Danmark. Tåget var tänkt för både fjärr- och regionaltåg och ha fem säten i bredd i regionalversion.
Programmet startades av Banverket 2005 i samarbete med Bombardier Transportation, Kungliga tekniska högskolan samt ytterligare representanter från den nationella järnvägssektorn. Det blev senare ett samarbetsprojekt mellan Banverket, Bombardier Transportation, Chalmers, Interfleet Technology AB, Konstfack, Kungliga tekniska högskolan, SJ, Transitio, Transrail, Tågoperatörerna, Vinnova samt VTI.
De tekniska nyheterna i projektet blev få och främst inom så kallade mekatroniska boggier samt permanentmagnetiserade drivsystem.

## Provtåg
Projektet Gröna Tåget hade ett provtåg i form av ett svenskkonstruerat Regina-tåg. Tågsättet försågs med nya boggier, vilket var en av de delsystem som skulle provas. Det hade också starkare motorer. Den 14 september 2008 satte Gröna Tåget nytt nationellt hastighetsrekord för svensktillverkade tåg med 303 km/h. Rekordet sattes på Västra stambanan mellan Skövde och Töreboda. Detta provtåg har under 2010 gått i reguljär passagerartrafik för Tåg i Bergslagen och på Botniabanan, dock inte fortare än 200 km/h.

## Bakgrund
Under början av 1990-talet ägde en förändring rum inom svensk järnvägsstrategi. Under flera decennier hade byggandet av nya linjer legat på en mycket låg nivå. Flera nybyggnadssträckor tillkom nu, samtidigt som det det förkom uppgifter att nya järnvägslinjer kunde byggas för så låga kostnader som 200 mkr per mil (prisnivå 1991), samtidigt som järnvägarnas lutningar på vissa håll kunde ökas markant, för att undvika långa tunnlar och man kunde behålla äldre, befintliga spår för godstrafik.
I samband med dessa nybyggen valde man att skaffa tåg med toppfarten 200 km/h, dock utan korglutning. Tre nya typer av elektriska motorvagnar för 200 km/h beställdes; Coradia Duplex (X40), Regina (X50-X54) och (X3), det sistnämnda för sträckan Stockholm city-Arlanda flygplats).
I vissa fall trafikerade X40-tåget samma typ av sträckor som X2000, med ungefär samma restider. Det berodde på att nybyggda järnvägar som Svealandsbanan, Mälarbanan och Grödingebanan där X40 går, har stora kurvradier, vilket gjorde att man kunde köra 200 km/h i kurvorna även utan lutningsbara vagnskorgar (den teoretiska hastighetsskillnaden i en kurva är sedan 2017 endast 9,6 % mellan lutningsbara X2000 och icke lutningsbara tåg (t.ex. X74 hos f d MTR).
Regina-tåget är ett konventionellt motorvagnståg med både hög tomvikt och hög investeringskostnad, oftast med 2-3 vagnenheter. Regina-tåget är från början egentligen ett lokaltåg och regionaltåg, men blev i och med X55 ett fjärrtåg. Ett tvåvagnars X40 tågsätt är 55 meter långt, och väger 140 ton, motsvarande 927 kg per sittplats (1.176 kg med endast "fasta" säten). Motsvarande Reginatågsätt är 54 meter långt och har en tomvikt kring 120 ton, motsvarande 720 kg per sittplats. Bägge tågsätten har största tillåtna hastighet 200 km/h.
| Modell | Operatörs land | Antal sittpl. | Tåglängd  | Tomvikt | Tågtyp        | Antal enh.(1) | Max. kont. eff. | Kontaktledn sp | Drivmotor | Korgbredd | Största tillåtna hastighet | Införd |
| ------ | -------------- | ------------- | --------- | ------- | ------------- | ------------- | --------------- | -------------- | --------- | --------- | -------------------------- | ------ |
| X40    | Sverige        | 119+2 pl (2)  | 55.100 mm | 140 t   | motorvagnståg | 2 st          | (1,6) MW        | 15 kV          | asynkron  | 296 cm    | 200 km/h                   | 2004   |
| Regina | Sverige        | 166 pl (1)    | 53.900 mm | 120 t   | motorvagnståg | 2 st          | (1,59) MW       | 15 kV          | asynkron  | 345 cm    | 200 km/h                   | 2001   |

(1)= enligt SJ X 50
(2)= bokningsbara säten + 2 rullstolsplatser enligt SJ AB
Siffrorna avsåg befintliga standardtåg av dessa typer. Provtåget av typ Regina behövde minst 6 MW för att kunna nå 303 km/h.